# امی فینکلشتاین
امی فینکلشتاین (انگلیسی: Amy Finkelstein؛ زادهٔ ۲ نوامبر ۱۹۷۳) اقتصاددان، استاد دانشگاه، و آموزگار اهل ایالات متحده آمریکا است. او همچنین از اعضای انجمن اقتصادسنجی و فرهنگستان هنر و دانش آمریکا است.

## زندگی
فینکلشتاین سال ۱۹۷۳ در نیویورک زاده شد. تحصیلاتش را در دانشگاه‌های آکسفورد، هاروارد و مؤسسه فناوری ماساچوست گذراند.
وی همچنین برندهٔ جوایزی همچون مدال جان بیتس کلارک شده‌است.